# Wingate (North Carolina)
Wingate is een plaats (town) in de Amerikaanse staat North Carolina, en valt bestuurlijk gezien onder Union County.

## Demografie
Bij de volkstelling in 2000 werd het aantal inwoners vastgesteld op 2406.
In 2006 is het aantal inwoners door het United States Census Bureau geschat op 3633, een stijging van 1227 (51,0%).

## Geografie
Volgens het United States Census Bureau beslaat de plaats een oppervlakte van
4,4 km², geheel bestaande uit land. Wingate ligt op ongeveer 179 m boven zeeniveau.

## Plaatsen in de nabije omgeving
De onderstaande figuur toont nabijgelegen plaatsen in een straal van 20 km rond Wingate.